# Área metropolitana de Allentown-Bethlehem-Easton
El Área Metropolitana de Allentown-Bethlehem-Easton, llamada oficialmente Área Estadística Metropolitana de Allentown-Bethlehem-Easton, PA MSA, tal como lo define la Oficina de Administración y Presupuesto, es un Área Estadística Metropolitana centrada en las localidades de Allentown, Bethlehem e Easton en el estado estadounidense de Pensilvania. El área metropolitana tenía una población en el Censo de 2010 de 821 173 habitantes, convirtiéndola en la 64.º área metropolitana más poblada de Estados Unidos. El área metropolitana de Allentown-Bethlehem-Easton comprende cuatro condados y la ciudad más poblada es Allentown.

## Composición del área metropolitana
- Condado de Lehigh (Pensilvania)
- Condado de Carbon (Pensilvania)
- Condado de Northampton (Pensilvania)
- Condado de Warren (Nueva Jersey)